# Martin Mächler
Martin Mächler (* 22. Februar 1881 in Loham; † 13. Dezember 1958 in Berlin) war ein schweizerisch-deutscher Architekt und Stadtplaner. Er betrachtete die Stadtplanung unter dem Aspekt einer ganzheitlichen Weltvision mit universalistischem Anspruch.

## Leben und Wirken
Martin Mächler wurde 1881 im bayerischen Loham als Sohn eines Schweizers und einer Altbayerin geboren. Nachdem der Vater früh gestorben war, ließ ihn die Mutter in einer Klosterschule erziehen. Hier im christlich-religiösen Umfeld bildete sich sein Berufswunsch heraus: Er wollte Kirchenkunst schaffen. Um das Jahr 1900 absolvierte er eine Schreinerlehre und besuchte anschließend die Kunstakademie in München mit der Absicht, seine Fertigkeiten zu vervollkommnen und für die Altarschreinerei zu nutzen. Außerdem malte und modellierte er. Die Bildhauerei führte ihn zu technischen Betrachtungen und diese wiederum zur Naturwissenschaft. Weltpolitische Ereignisse wühlten ihn derart auf, dass bleibendes Interesse an den Lebenszusammenhängen geweckt wurde – das religiöse Denken wurde durch naturwissenschaftliches Denken abgelöst. Ein Aufsatz von August Oncken brachte ihn schließlich auf die Wechselbeziehung von Wirtschaft und Politik. Durch den Besuch von Vorträgen bildete er sich in dieser Richtung weiter.
Nach Beendigung des Studiums ging er nach Hamburg, um sich als Schiffsjunge anheuern zu lassen, was erst in Rotterdam gelang. Bis zum Jahre 1907 fuhr er zur See und lernte auf diese Weise die halbe Welt kennen. Er gewann Einblicke in die verschiedensten gesellschaftspolitischen Lebensumstände und lernte die technischen Errungenschaften kennen. Ein Rundblick von einem Berggipfel über Hongkong auf das unablässige Hafengetriebe der ein- und auslaufenden Handelsschiffe und des Import-Export-Verladegeschäftes brachte ihn auf den Gedanken, nach dem Regulativ, das hinter dem Welthandel und Weltverkehr steckt, zu fragen. Daraus ergab sich die nächste Frage, nämlich der nach der Effizienz von Schiffsverbindungen gegenüber den gerade in der Erschließung begriffenen Luftwegen.
1908 nach Deutschland zurückgekehrt, beschloss er, in der City of London Antworten auf seine Fragen zu suchen, insbesondere das Lloyd’s Register zu studieren. Bei einem Aufenthalt in Hamburg traf er einen Schulfreund wieder, der auf dem Weg nach Berlin, ihn zum Mitkommen animierte. Von der Stadt angetan, blieb er. Fortan widmete er in 50 Jahren bis zu seinem Tode 1958 seine Lebensarbeit dem Studium von Weltwirtschaft und Weltverkehr am Beispiel der werdenden Weltstadt Berlin. Im November 1913 ließ er sich in Berlin-Charlottenburg als Architekt nieder. Nicht das Entwerfen von Einzelbauten war sein Ansinnen, sondern die Herbeiführung einer weltstadtgemäßen, auf eine globalisierte Gesellschaft ausgerichteten Leistungsfähigkeit. Vor allem mit publizistischen Mitteln versuchte er dies zu erreichen. In der Stadtplanung, die in Berlin zuvor vor allem unter dem Gesichtspunkt der Lösung von Einzelproblemen, etwa der Hygiene, des Verkehrs und der ästhetischen Gestaltung gesehen wurde, sollten nach seiner Auffassung die wirtschafts-, energie- und kulturpolitischen Erfordernisse in Einklang gebracht werden. So entwickelte er in den Jahren 1917 bis 1919 die „Schematische Massenteilung Berlins“, ein Achsenplan zur Gestaltung des Berliner Stadtzentrums. Dieser war eines der ersten raumordnenden Konzepte. Es erfasste ein Territorium mit einem Radius von 50 km und gliederte es nach fünf Funktionen. Mit seiner Vorarbeit trug Mächler zu dem Gesetzentwurf über die Bildung Groß-Berlins bei. Das Hauptanliegen des gewaltigen stadträumlichen Umbildungsprozesses lag deshalb in der Gestaltung des Stadtzentrums, weil Berlin nicht nur als Stadt ein Zentrum besaß, sondern darüber hinaus als Hauptstadt das Zentrum des Deutschen Reiches war, das wiederum mit der ganzen Welt in Verbindung stand, wodurch sich für das (administrativen und repräsentativen Funktionen dienende) Herzstück der neuen Einheitsgemeinde Groß-Berlin gewissermaßen eine Zentralität höherer Ordnung ergab.

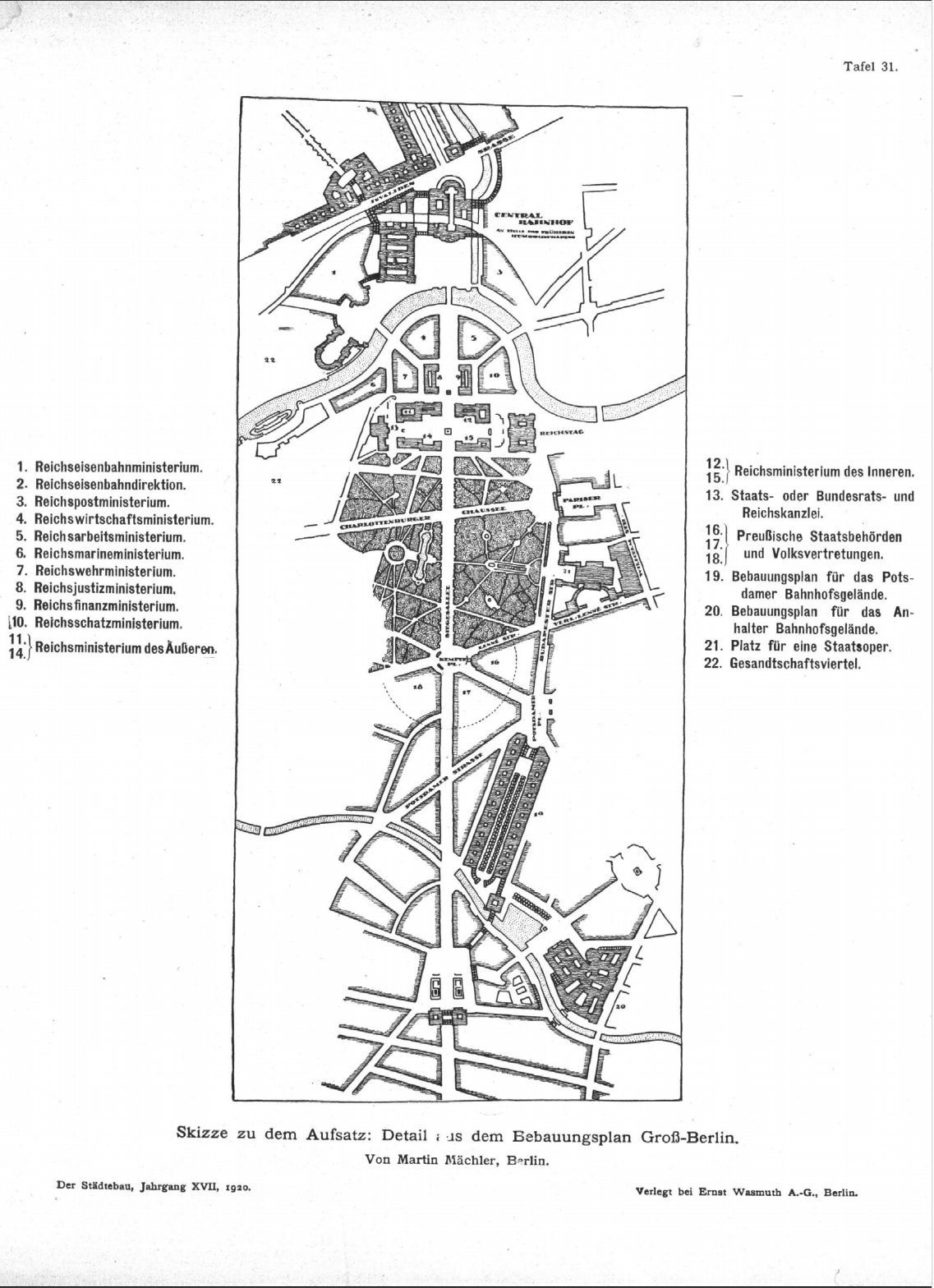
Skizze der Nord-Süd-Achse.

Die Siegesallee sollte verlängert und als Nord-Süd-Achse einen neuen Central-Bahnhof im Gebiet des Humboldthafens mit einem ebenfalls neuen Bahnhof auf dem Gelände des Potsdamer Güterbahnhofs verbinden und weiter auf die Berlin-Zossener Chaussee (heute Bundesstraße 96) führen. Die neuen Bahnhöfe sollten die zahlreichen Kopfbahnhöfe Berlins ersetzen, der Eisenbahnfernverkehr elektrifiziert und unter der Nord-Süd-Achse unterirdisch entlanggeführt werden. Im Alsenviertel und am Königplatz sollten die Reichsministerien angesiedelt werden, am Kemperplatz der Preußische Landtag und das Staatsministerium.
Mächlers Überlegungen wurden richtungweisend für viele Stadtplaner und Architekten der 1920er Jahre. Eine Berliner Nord-Süd-Achse beinhaltete auch die Pläne des späteren nationalsozialistischen Generalbauinspektors für die Reichshauptstadt Albert Speer. Beide Konzepte wiesen jedoch „geistige Unterschiede“ auf, wie Günther Kühne im Vorwort zu Ilse Balgs Dokumentation versichert.
1926 kam es auf Mächlers Betreiben hin zur Gründung des „Berliner City-Ausschusses“ durch den Verein Berliner Kaufleute und Industrieller und den Deutschen Werkbund. Ziel des Verbundes aus städtischen Persönlichkeiten (zu denen auch Ernst Reuter gehörte) war es, die Attraktivität der Innenstadt mittels ineinandergreifender, die Stadt ausmachender Komponenten (Wirtschaft, Wissenschaft, Verwaltung, Kunst/Kultur und Wohnen) zu steigern.
Einige Jahre war Mächler Schriftleiter der Deutschen Bauzeitung. Über dieses Organ hielt er Kontakt mit den führenden Architekten und Stadtplanern der Zeit und hatte eine Plattform für eigene Artikel. 1935 musste er – unter der Naziherrschaft – die Herausgeberschaft aufgeben. Die systematische Zusammenfassung der in der Raumgestaltung wirkenden Kräfte wollte er in dem von ihm „Demodynamik“ genannten und von Reimar Hobbing verlegtem Werk leisten. Kurz nach Veröffentlichung des ersten Teils verbrannten die gerade an die Macht gekommenen Nationalsozialisten das Büchlein, denn die über nationale Grenzen hinausgehenden Vorstellungen Mächlers entsprachen nicht deren Vorstellungen. Während des Krieges wurde Mächler weiter schikaniert. 1942 galt er laut Sicherheitsdienst des Reichsführers SS als ein Mensch, der seine Gegnerschaft gegen die deutsche Regierung mit dem Mantel seiner Schweizer Staatsbürgerschaft deckt und sich zur Anwendung nationalsozialistischer Gepflogenheiten nicht verpflichtet fühlt. Bei Hausdurchsuchungen der Gestapo, aber auch von Besatzungssoldaten nach dem Krieg, gab es Verluste an Schriftstücken, zum Beispiel ist der Briefwechsel mit Lenin verschollen.
Ab 1945 arbeitete er als Fachjournalist und Vortragsredner auf dem Gebiet der Raum- und Stadtpolitik, überwiegend zum Wiederaufbau Berlins. Daneben war er an der Bauakademie in Ost-Berlin tätig und später Honorarprofessor für Sonderfragen des Städtebaues an der Technischen Universität Berlin in West-Berlin.
Matin Mächler starb am 13. Dezember 1958 im Alter von 77 Jahren in Berlin. Galten seine ungewöhnlichen Ideen 1923 in der Fachwelt noch als „revolutionierend“, wie es auf der Internationalen Städtebauausstellung Gotenborg 1923 gesehen wurde, und seine Person 1933 noch als „eine der merkwürdigsten Gestalten dieser Zeit“, wie es im Berliner Börsen-Courier hieß, erlangte er im Verlauf der Jahre das Ansehen einer Kapazität ersten Ranges auf dem Gebiet der Städte- und Raumplanung sowie der Energieforschung. Unkonventionell war auch seine Sicht auf die Bedeutung seines Berufszweiges: Er stellte den Städtebauer auf die Stufe des Politikers (oder verlangte zumindest vom Politiker verkehrsstrategische Einsicht und Weitsicht).

## Zitate
„Die Demodynamik ist die Wissenschaft, welche die gesamten Lebenserscheinungen eines Volkes in ihrem gegenwärtigen Stand und ihrer Entwicklung zum Gegenstande hat. Sie sucht, von der Beobachtung einzelner Vorgänge und Tatsachen ausgehend, zur Erkenntnis allgemeiner Gesetze zu gelangen. Die Demodynamik soll die praktische Politik im gleichen Sinn unterstützen, wie die Technik durch die Naturwissenschaften unterstützt wird.“

„Ich gehe bei meinen Überlegungen von dem Gedanken aus, daß die Lösung der Frage eine Raumfrage ist, eine Frage von Energie und Raum in des Wortes eigentlicher Bedeutung.“

## Schriften (Auswahl)
- Weltwirtschaft und Weltstadt. Eine Schicksalsfrage des abendländischen Kulturkreises. 1911 oder früher. (Ein oft zitiertes „Manifest“ oder „Denkschrift“,[2][13][14] dessen Veröffentlichungsdaten nicht eruiert werden konnten; Textabdruck in: Balg, S. 26–28.)
- Die deutsche Einheit. Skizze zu ihrer symbolischen Auffassung. Dem Deutschtum gewidmet. Ring-Verlag, Berlin 1917.
- Ein Weltzeitungsplan. Studie. Gebhardt, Jahn & Landt, Berlin 1917.
- Die Grossiedlung und ihre weltpolitische Bedeutung. Städte- und staatenbauliche Skizzen. Ring-Verlag, Berlin 1918.
- Neubau und Rheinlinie. 12 Aufsätze (= Arbeiterbücherei; 2). Rheinland Verlag Köln [C. F. Fleischer], Köln 1921.
- Qualitative Erneuerung. Die Position der Negation in der abendländischen Kulturentwicklung. In: Die Form. Zeitschrift für gestaltende Arbeit, Heft 10/1932, S. 328.
- Demodynamik 1. Verlag von Reimar Hobbing, Berlin 1933.
- Die Weltstadt. In: Deutsche Bauzeitung. Illustrierte Wochenschrift für Baugestaltung, Bautechnik, Stadt- und Landplanung, Bauwirtschaft und Baurecht, Heft 28/1934 vom 11. Juli 1934.
- außerdem zahlreiche Veröffentlichungen in Zeitschriften wie Gartenstadt. Mitteilungen der Deutschen Gartenstadtgesellschaft oder Der Städtebau oder Schweizer Monatshefte